# Pacific Life Open 2006
Мастерс Індіан-Веллс 2006 (також відомий під назвою Pacific Life Open за назвою спонсора) - тенісний турнір, що проходив на відкритих кортах з твердим покриттям Indian Wells Tennis Garden в Індіан-Веллсі (США). Належав до серії Мастерс в рамках Туру ATP 2006 і до турнірів 1-ї категорії в рамках Тур WTA 2006. Тривав з 6 до 19 березня 2006 року.
Роджер Федерер здобув свій третій поспіль титул на цьому турнірі, чого раніше не вдавалося жодному гравцеві.

## Переможці та фіналісти

### Одиночний розряд, чоловіки
Роджер Федерер —  Джеймс Блейк 7–5, 6–3, 6–0

### Одиночний розряд, жінки
Марія Шарапова —  Олена Дементьєва 6–1, 6–2

### Парний розряд, чоловіки
Марк Ноулз /  Деніел Нестор —  Боб Браян /  Майк Браян 6–4, 6–4

### Парний розряд, жінки
Ліза Реймонд /  Саманта Стосур —  Вірхінія Руано Паскуаль /  Меган Шонессі 6–2, 7–5